# Avenida de Mayo (metropolitana di Buenos Aires)
Avenida de Mayo è una stazione della linea C della metropolitana di Buenos Aires.
Si trova sotto calle Bernardo de Irigoyen, presso l'intersezione con avenida de Mayo, nel barrio di Monserrat. È un'importante stazione di scambio e permette l'accesso alla stazione Lima della linea A.
La stazione è stata proclamata monumento storico nazionale il 16 maggio 1997.

## Storia
La stazione è stata inaugurata il 9 novembre 1934, quando fu aperto al traffico il primo segmento della linea C compreso tra Diagonal Norte e Constitución. L'interno è decorato con una serie di maioliche con paesaggi spagnoli.

## Interscambi
Nelle vicinanze della stazione effettuano fermata diverse linee di autobus urbani ed interurbani.
- Fermata metropolitana (Lima, linea A)
- Fermata autobus

## Servizi
La stazione dispone di:
- Biglietteria a sportello
- Biglietteria automatica